# سرزمین سری
سرزمین سری (انگلیسی: The Secret Land) فیلمی مستند است که در سال ۱۹۴۸ منتشر شد. از بازیگران آن می‌توان به چستر نیمیتز، رابرت مونتگومری، رابرت تیلور و وان هفلین اشاره کرد.